# Nikolett Szepesi
Nikolett Szepesi (ur. 11 września 1987 w Budapeszcie) – była węgierska pływaczka, specjalizująca się głównie w stylu grzbietowym.
Brązowa medalistka mistrzostw Europy z Eindhoven na 200 m stylem grzbietowym.
2-krotna uczestniczka Igrzysk Olimpijskich z Aten (21. miejsce na 100 m stylem grzbietowym) oraz Pekinu (24. miejsce na 100 m stylem grzbietowym i 18. miejsce na 200 m stylem grzbietowym).
W 2009 roku zakończyła sportową karierę.